# (S)-スルホ乳酸デヒドロゲナーゼ
(S)-スルホ乳酸デヒドロゲナーゼ((S)-sulfolactate dehydrogenase)は、次の化学反応を触媒する酵素である。
(2S)-3-スルホ乳酸 + NAD+ {\displaystyle \rightleftharpoons } 3-スルホピルビン酸 + NADH + H+
この酵素の基質は(2S)-3-スルホ乳酸とNAD+で、生成物は3-スルホピルビン酸、NADHとH+である。
この酵素は酸化還元酵素に属し、NAD+またはNADP+を受容体として供与体であるCH-OH基に特異的に作用する。組織名は(2S)-sulfolactate:NAD+ oxidoreductaseで、別名に(2S)-3-sulfolactate dehydrogenase、SlcCがある。